# Rafael López Gómez
Rafael López Gómez, conosciuto come Rafa (Peñafiel, 9 aprile 1985), è un ex calciatore spagnolo, di ruolo centrocampista.

## Carriera
Il 1º ottobre 2019 firma con l'Hyderabad, squadra militante nella Indian Super League. Debutta il 25 ottobre nella sfida contro l'ATK persa 5-0 venendo sostituito al 15' con Marko Stanković.

## Statistiche

### Presenze e reti nei club
Statistiche aggiornate al 2 novembre 2019.
| Stagione        | Squadra         | Campionato      | Campionato | Campionato | Coppe nazionali | Coppe nazionali | Coppe nazionali | Coppe continentali | Coppe continentali | Coppe continentali | Altre coppe | Altre coppe | Altre coppe | Totale | Totale |
| Stagione        | Squadra         | Comp            | Pres       | Reti       | Comp            | Pres            | Reti            | Comp               | Pres               | Reti               | Comp        | Pres        | Reti        | Pres   | Reti   |
| --------------- | --------------- | --------------- | ---------- | ---------- | --------------- | --------------- | --------------- | ------------------ | ------------------ | ------------------ | ----------- | ----------- | ----------- | ------ | ------ |
| 2019-2020       | Hyderabad       | ISL             | 6          | 0          |                 | -               | -               |                    | -                  | -                  |             | -           | -           | 6      | 0      |
| Totale carriera | Totale carriera | Totale carriera | 6          | 0          |                 | 0               | 0               |                    | -                  | -                  |             | -           | -           | 6      | 0      |